# Amfilochia (gmina)
Amfilochia (gr. Δήμος Αμφιλοχίας, Dimos Amfilochias) – gmina w Grecji, w administracji zdecentralizowanej Peloponez, Grecja Zachodnia i Wyspy Jońskie, w regionie Grecja Zachodnia, w jednostce regionalnej Etolia-Akarnania. Siedzibą gminy jest Amfilochia. W 2011 roku liczyła 17 056 mieszkańców. Powstała 1 stycznia 2011 roku w wyniku połączenia dotychczasowych gmin: Amfilochia, Inachos i Menidi.